# Chichaoua
Chichaoua (en àrab شيشاوة, Xīxāwa; en amazic ⵛⵉⵛⴰⵡⵏ, Cicawn) és un municipi de la província de Chichaoua, a la regió de Marràqueix-Safi, al Marroc. Segons el cens de 2014 tenia una població total de 27.869 persones.